# Ралстон, Вера
Вера Ралстон (англ. Vera Ralston, урождённая Вера Гелена Груба (чеш. Věra Helena Hrubá), 12 июля 1923 — 9 февраля 2003) — чехословацкая фигуристка, ставшая в дальнейшем американской актрисой.

## Биография
Родилась в Праге в семье состоятельного ювелира. Год её рождения доподлинно неизвестен, поэтому в разных источниках фигурируют такие даты как 1919, 1920, 1921 и 1923 год. В юности увлекалась фигурным катанием, и представляла свою страну на ряде соревнований по этому виду спорта. В 1936 году она принимала участие в Чемпионате Европы по фигурному катанию, заняв там 15 место, и в том же сезоне участвовала в Зимних Олимпийских играх, где оказалась на 17 месте. Год спустя она вновь приняла участие в Чемпионате Европы по фигурному катанию, заняв там 7 место.
В начале 1940-х Ралстон вместе с матерью иммигрировала в США, где стартовала её карьера в кино. На большом экране она появилась в 26 картинах, часто играя роли иностранок, так как её знания английского были довольно слабы. Среди её работ в кино такие фильмы как «Дакота» (1945), «Вайоминг» (1947), «Пламя» (1947), «Я, Джейн Доу» (1948), «Боец из Кентукки» (1949), «Рискованное путешествие» (1953) и «Человек, который умер дважды» (1958).
В 1946 году Ралстон приняла американское гражданство, а в 1952 году вышла замуж за главу студии «Republic Pictures» Герберта Йатса, который почти на 40 лет был её старше. После его смерти в 1966 году Ралстон унаследовала всё его состояние в 10 млн долларов и большое семейное поместье. Спустя семь лет она вышла замуж за Чарльза де Альву, с которым уединилась в Южной Калифорнии. Вера Ралстон умерла зимой 2003 года в возрасте 79 лет после долгой борьбы с раком. Её вклад в киноиндустрию США отмечен звездой на Голливудской аллее славы.